# Nordea Bank Polska
Nordea Bank Polska Spółka Akcyjna – bank z siedzibą w Gdyni, działający w latach 1999–2014. W 2013 był 13. największym bankiem w Polsce pod względem wartości aktywów. 31 października 2014 nastąpiło prawne połączenie banku z PKO Bankiem Polskim.

## Akcjonariat
Bank należał do Nordea Bank AB i powstał jako polski oddział tej międzynarodowej grupy kapitałowo-bankowej. Nordea Bank AB był strategicznym akcjonariuszem banku Nordea od 1999. 

## Historia
Nordea Bank Polska  powstał 1 lipca 1999 w wyniku podpisania umowy subskrypcyjno-inwestycyjnej Banku Komunalnego (istniejącego od 1992) z Nordea Bank AB. W 2001 zakończono fuzję Banku Komunalnego oraz należącego również do grupy Nordea banku BWP-Unibank i zmieniono nazwę banku na Nordea Bank Polska. Od 2001 Nordea Bank Polska oferował system bankowości elektronicznej skierowany zarówno do klientów indywidualnych jak i przedsiębiorstw. 30 czerwca 2003 nastąpiło formalno-prawno połączenie Nordea Bank Polska z LG Petrobankiem.
W dniu 3 listopada 2011 prezes Włodzimierz Kiciński złożył swoją rezygnację. Jego następcą został od dnia 11 listopada 2011 dotychczasowy I wiceprezes zarządu, zastępca prezesa zarządu ds. bankowości korporacyjnej Sławomir Żygowski.
12 czerwca 2013 Nordea Bank AB ogłosił decyzję o sprzedaży spółek Nordea Bank Polska (oraz innych spółek z grupy kapitałowej: Nordea Finance Polska oraz Nordea Polska TunŻ), a nabywcą został PKO Bank Polski. Przejęcie spółek przez PKO BP nastąpiło 1 kwietnia 2014 31 października 2014 nastąpiło prawne połączenie z PKO Bankiem Polskim, w wyniku którego majątek Nordea Bank Polska został przeniesiony na PKO BP. Integrację obu banków zakończyła 20 kwietnia 2015 fuzja operacyjna.
Przez cały okres swojej działalności notowana na Giełdzie Papierów Wartościowych w Warszawie.